# Pure Michigan 400
De Pure Michigan 400 is een race uit de NASCAR Sprint Cup. De wedstrijd wordt in het najaar gehouden op de Michigan International Speedway in Brooklyn over een afstand van 400 mijl of 644 km. De eerste editie werd gehouden in 1969 en werd gewonnen door David Pearson. In het voorjaar wordt op hetzelfde circuit de Quicken Loans 400 gehouden.

## Namen van de race
- Yankee 600 (1969)
- Yankee 400 (1970 - 1974)
- Champion Spark Plug 400 (1975 - 1993)
- GM Goodwrench Dealer 400 (1994 - 1996)
- DeVilbiss 400 (1997)
- Pepsi 400 (1998 - 2002)
- GFS Marketplace 400 (2003 - 2006)
- 3M Performance 400 (2007 - 2008)
- Carfax 400 (2009 - 2010)
- Pure Michigan 400 (2011 - heden)

## Winnaars
| Jaar                     | Winnaar           | Auto       |
| Yankee 600               | Yankee 600        | Yankee 600 |
| ------------------------ | ----------------- | ---------- |
| 1969                     | David Pearson     | Ford       |
| Yankee 400               |                   |            |
| 1970                     | Charlie Glotzbach | Dodge      |
| 1971                     | Bobby Allison     | Mercury    |
| 1972                     | David Pearson     | Mercury    |
| 1974                     | David Pearson     | Mercury    |
| Champion Spark Plug 400  |                   |            |
| 1975                     | Richard Petty     | Dodge      |
| 1976                     | David Pearson     | Mercury    |
| 1977                     | Darrell Waltrip   | Chevrolet  |
| 1978                     | David Pearson     | Mercury    |
| 1979                     | Richard Petty     | Chevrolet  |
| 1980                     | Cale Yarborough   | Chevrolet  |
| 1981                     | Richard Petty     | Buick      |
| 1982                     | Bobby Allison     | Buick      |
| 1983                     | Cale Yarborough   | Chevrolet  |
| 1984                     | Darrell Waltrip   | Chevrolet  |
| 1985                     | Bill Elliott      | Ford       |
| 1986                     | Bill Elliott      | Ford       |
| 1987                     | Bill Elliott      | Ford       |
| 1988                     | Davey Allison     | Ford       |
| 1989                     | Rusty Wallace     | Pontiac    |
| 1990                     | Mark Martin       | Ford       |
| 1991                     | Dale Jarrett      | Ford       |
| 1992                     | Harry Gant        | Oldsmobile |
| 1993                     | Mark Martin       | Ford       |
| GM Goodwrench Dealer 400 |                   |            |
| 1994                     | Geoffrey Bodine   | Ford       |
| 1995                     | Bobby Labonte     | Chevrolet  |
| 1996                     | Dale Jarrett      | Ford       |
| DeVilbiss 400            |                   |            |
| 1997                     | Mark Martin       | Ford       |
| Pepsi 400                |                   |            |
| 1998                     | Jeff Gordon       | Chevrolet  |
| 1999                     | Bobby Labonte     | Pontiac    |
| 2000                     | Rusty Wallace     | Ford       |
| 2001                     | Sterling Marlin   | Dodge      |
| 2002                     | Dale Jarrett      | Ford       |
| GFS Marketplace 400      |                   |            |
| 2003                     | Ryan Newman       | Dodge      |
| 2004                     | Greg Biffle       | Ford       |
| 2005                     | Jeremy Mayfield   | Dodge      |
| 2006                     | Matt Kenseth      | Ford       |
| 3M Performance 400       |                   |            |
| 2007                     | Kurt Busch        | Dodge      |
| 2008                     | Carl Edwards      | Ford       |
| Carfax 400               |                   |            |
| 2009                     | Brian Vickers     | Toyota     |
| 2010                     | Kevin Harvick     | Chevrolet  |
| Pure Michigan 400        |                   |            |
| 2011                     | Kyle Busch        | Toyota     |
| 2012                     | Kasey Kahne       | Ford       |
| 2013                     | Joey Logano       | Ford       |

Huidige races:
Can-Am Duel ·
Daytona 500 ·
Subway Fresh Fit 500 ·
Kobalt Tools 400 ·
Food City 500 ·
Auto Club 400 ·
STP Gas Booster 500 ·
NRA 500 ·
Aaron's 499 ·
Toyota Owners 400 ·
Bojangles' Southern 500 ·
FedEx 400 ·
Coca-Cola 600 ·
STP 400 ·
Pocono 400 ·
Quicken Loans 400 ·
Toyota/Save Mart 350 ·
Coke Zero 400 ·
Quaker State 400 ·
Camping World RV Sales 301 ·
Brickyard 400 ·
Gobowling.com 400 ·
Cheez-It 355 at The Glen ·
Pure Michigan 400 ·
Irwin Tools Night Race ·
AdvoCare 500 (Atlanta Motor Speedway) ·
Federated Auto Parts 400 ·
Geico 400 ·
Sylvania 300 ·
AAA 400 ·
Hollywood Casino 400 ·
Bank of America 500 ·
Camping World RV Sales 500 ·
Goody's Headache Relief Shot 500 ·
AAA Texas 500 ·
AdvoCare 500 (Phoenix International Raceway) ·
Ford EcoBoost 400

Voormalige races:

Buddy Shuman 276 ·
Budweiser 400 ·
Budweiser NASCAR 400 ·
Columbia 200 ·
Coors 420 ·
First Union 400 ·
Greenville 200 ·
Hickory 276 ·
Kobalt Tools 500 (Atlanta Motor Speedway) ·
Los Angeles Times 500 ·
Mountain Dew Southern 500 ·
Northern 300 ·
Pepsi 420 ·
Pepsi Max 400 ·
Pickens 200 ·
Pop Secret Microwave Popcorn 400 ·
Sandlapper 200 ·
Subway 400 ·
Tyson Holly Farms 400 ·
Winston Western 500